# Histoire du temps présent
L’histoire du temps présent est un courant historiographique transnational qui apparaît à partir des années 1950 à la suite de la Seconde Guerre mondiale et de son caractère inédit. L'histoire du temps présent couvre une période historique marquée par des bornes chronologiques mobiles. Elle est caractérisée par la durée d'une vie humaine, c'est-à-dire par la capacité d'un témoin à partager son vécu. Outre cela, elle se démarque des autres courants notamment par l'utilisation d'archives orales et audiovisuelles.  Bien qu’institutionnalisée, l’histoire du temps présent fait encore l’objet de critiques.

## Naissance du courant
L’histoire du temps présent prend racine dans le second conflit mondial. La guerre 1939-1945 est un événement historique inédit dans la mesure où les aspects le caractérisant — tels que le génocide juif, la déportation ou encore la résistance — interpellent durablement l’opinion. Le choc de ces évènements fait naître une double exigence au sein de la génération contemporaine à la guerre, mais aussi dans la suivante. La première exigence s’exprime par une volonté d’explication de cette catastrophe, mais aussi des dysfonctionnements dans les comportements humains ayant caractérisé celle-ci. La seconde exigence, quant à elle, consiste dans le recueil rapide des témoignages des survivants du conflit. C’est dans ce contexte que naît en 1951 le Comité d'histoire de la Seconde Guerre mondiale, avec à sa tête différents historiens comme Georges Lefebvre, Henri Michel et Édouard Perroy. Grâce à son excellente réputation, l’organisme encourage d’importantes recherches ainsi que la publication de documents, de monographies et de thèses. Sous l’impulsion d’Henri Michel, une revue voit également le jour : la Revue d'histoire de la Deuxième Guerre mondiale. Néanmoins, la notion même « d’histoire du temps présent » fera encore longtemps face à des réserves quant à la possibilité de faire, de façon professionnelle, l’histoire du passé le plus proche, et elle ne se diffusera réellement qu’avec la création de l’institut qui porte ce nom en 1978. Aujourd’hui, l’histoire du temps présent, soutenue par diverses revues spécialisées et collections d’ouvrages, occupe une place importante au sein des programmes scolaires. De plus, de nombreux historiens, universitaires et chercheurs ont choisi de se consacrer à son étude, et il est récurrent que ceux-ci, sous le statut d’experts, soient sollicités par les médias ou la justice.

## Définition(s)

### Différentes appellations
Selon les pays, la notion d'histoire du temps présent n’apparaît pas au même moment et n'a pas exactement la même signification. On a cependant tendance à voir de plus en plus une convergence européenne au sein de ce courant.

#### Allemagne (RFA)
En Allemagne, l’histoire du temps présent est traditionnellement désignée sous le terme de Zeitgeschichte. Le terme est apparu en janvier 1953 sous l'impulsion de Hans Rothfels, qui a été à l'initiative du premier numéro de la revue Vierteljahrshefte für Zeitgeschichte. À cette époque, la Zeitgeschichte allemande commence en octobre 1917 et couvre la dictature nationale-socialiste allemande ainsi que l’entièreté de la Seconde Guerre mondiale. La Zeitgeschichte allemande possède trois particularités : 
- l’histoire de la période nazie se trouve au cœur même de la Zeitgeschichte ;
- la période d’après-guerre est extrêmement importante ;
- l’histoire de la République démocratique allemande et de la zone d’occupation soviétique est très présente.

Certains chercheurs allemands revendiquent une modification de la terminologie pour l'histoire qui démarre à partir des années 1989-1991. Ils parlent alors de la « neueste Zeitgeschichte » (l’histoire la plus récente).

#### Grande-Bretagne
En Grande-Bretagne, le champ de la Contemporary History correspond à ce qu’on désigne par histoire du temps présent en France ou Zeitgeschichte en Allemagne. Elle commence en 1945 et s’étend jusqu’à nos jours. Il ne faut donc pas le traduire par la notion d’histoire contemporaine qui correspond partiellement à la Late Modern Period et à la Early Modern Period.

#### France
L’expression d'histoire du temps présent apparaît dans les années 1970. En France, cette décennie est marquée par des transformations très importantes dans les domaines :
- économiques : série de crises à partir du premier choc pétrolier de 1973;
- sociaux : fin du monde ouvrier, généralisation de la classe moyenne, fin de l’assise chrétienne dans la société;
- politiques : effacement du gaullisme et du communisme.

C’est dans ce cadre que les Français commencent à se poser des questions sur leur identité nationale ainsi que sur les mutations du présent. Il y a alors une demande en objets historiques neufs s’inscrivant dans un « présent historique » face à une histoire contemporaine qui apparaît de plus en plus anachronique, car elle remonte jusqu'à la Révolution française. Dans cette recherche identitaire, le régime de Vichy est une des premières thématiques traitées dans les années 1980 par l’historien Henry Rousso. Les sujets se sont ensuite élargis à l’histoire de l’Europe de l’Est, à la guerre d’Algérie, à la décolonisation, à la figure de Pierre Mendès France ou encore aux lieux de mémoire.

#### Pays-Bas
Aux Pays-Bas, la Contemporaine, eigentijdse ou encore hedendaagse geschiedenis, désigne l’histoire du temps présent.

### Bornes chronologiques
La question de la chronologie se pose irrémédiablement pour l’histoire du temps présent, car il n’y a pas de délimitations fixes.

#### Début
Traditionnellement, on désigne cette histoire comme la période remontant à la dernière grande rupture. Lors de son apparition en 1953, la Zeitgeschichte débute en octobre 1917. Cette date symbolique de la révolution russe est considérée comme « le » moment de rupture à l’époque. En effet, le monde est en période de guerre froide et l’apparition de l’URSS semble être le point de départ d’une nouvelle histoire. On parle aussi des années 1950, de la construction européenne ou encore des années 1989 et 1991. Ces deux dernières dates sont considérées comme la dernière rupture profonde dans l’histoire du monde.  
Au fur et à mesure, d’autres hypothèses de ruptures furent émises pour faire débuter cette histoire du temps présent, comme la crise économique des années 1930, la fin de la Seconde Guerre mondiale, les changements socio-politiques avec des changements dans la situation sécuritaire des démocraties occidentales ainsi qu’une modification profonde de la politique intérieure des pays qui ont appartenu au Bloc de l’Est. Certains observateurs mettent même en avant la date de 2001 et les attentats du 11 septembre.
Les limites chronologiques ne font cependant pas consensus. Selon les pays, une date peut paraître plus significative que d’autres. Dès lors, il est difficile de mettre en exergue un champ net et précis sur le plan temporel. 

#### Fin
À propos de la Zeitgeschichte, Hans Rothfels parle de « l’ère des vivants et son traitement par les académiciens ». Dès 1953, l'histoire du temps présent se termine avec la fin de la Seconde Guerre mondiale, survenue huit ans plus tôt. Depuis son développement en tant que champ de recherche et jusqu’à aujourd’hui, beaucoup d’historiens sont réticents à propos de ce que la journaliste et écrivaine Barbara W. Tuchman décrit comme « l’histoire qui fume encore ». Des historiens anglais tels que Geoffrey Barraclough ou Eric Hobsbawm plaident pour que les historiens du temps présent s’imposent un hinterland temporel, une distance entre l’époque de l’auteur et ce dont il parle. Eric Hobsbawm décrit le manque de rétrospective en tant que « drame de l’historien du temps présent ». 
Actuellement, il est compliqué d’établir jusqu’où l’histoire du temps présent s’étend. Le but de l’historien est, contrairement au sociologue, de rendre intelligible le passé. Les historiens du temps présent traitent d’un passé parfois très récent, où les acteurs sont encore vivants. Or, la frontière entre le champ de l’historien et celui des autres chercheurs en sciences humaines est floue.

### Qui écrit l’histoire du temps présent?
Si l’histoire du temps présent est un objet de recherche désormais intégré par les historiens, ils ne sont pas les seuls à l’écrire. L’historiographie contemporaine fondée sur des sources fiables est également réalisée par des journalistes, des diplomates ou encore des politologues. Avant son institutionnalisation, les historiens préfèrent laisser le terrain de l’immédiateté et du temps présent au journaliste. Aujourd’hui, même si des historiens comme John Lewis Gaddis  n’ont pas hésité à écrire une histoire extrêmement récente, elle est encore souvent élaborée par des journalistes politiquement instruits, des politologues mais également des politiques. Dès lors, les historiens ne possèdent pas l’apanage de ce champ historiographique.

## Institutionnalisation

### Allemagne

#### RFA
À la suite de la Seconde Guerre mondiale, l’Institut d'histoire contemporaine apparaît en 1953 en Allemagne. Il remplace l’Institut allemand pour l’histoire de la période nazie. Il traite d’abord la période allant de 1917 à 1945 avant d’intégrer, à partir de 1959, la période après 1945.

#### RDA
Dans l’Allemagne de l’Est, la Zeitgeschichte s’est progressivement structurée autour du Deutsches Institut für Zeitgeschichte créé en 1947. Une autre institution voit également le jour : la Wissenschaftsbereich DRA-Geschichte, créé à l’Institut für Geschichte après une réforme de 1969 et qui inscrit l’émergence de l'Allemagne de l’Est dans un processus de révolutions à l’échelle européenne. La Zeitgeschichte est-allemande rencontre cependant deux difficultés majeures : elle n’est pas mise en avant par le régime et les études considérées comme académiques sont rares.

#### Depuis la réunification
Depuis la réunification allemande, le Zentrum für Zeithistorische Forschung s’est ouvert en 1996 à Potsdam (Brandebourg). C'est dans la même optique qu'a été fondé le Hannah-Arendt-Institut für Totalitarismusforschung. Parallèlement, l’Institut d'histoire contemporaine a continué de fonctionner.

### France
L’histoire du temps présent est institutionnalisée en 1978 avec la création au sein du CNRS de l’Institut d'histoire du temps présent (IHTP), qui remplace le Comité de la Seconde Guerre mondiale. Parallèlement, la première chaire de l’histoire du temps présent est créée à l’EHESS avec l’historien Pierre Nora à sa tête. L’institut d’études politiques de Paris (« Sciences Po ») lance également en 1984 son centre d’histoire pour le XXe siècle qui publie, toujours aujourd’hui, la revue 20 & 21.

### Belgique
En 1967, apparaît en Belgique le Centre de Recherches et d’Études historiques de la Seconde Guerre mondiale (CREHSGM). À partir de 1997, il est renommé Centre d’études guerre et société (CEGESOMA) et son champ de recherche s'ouvre à l’entièreté du XXe siècle.

### Grande-Bretagne
En septembre 1986, l’Institute of Contemporary British History est créé au King’s College de Londres. Il est actuellement dirigé par le professeur Richard Roberts, spécialiste de l’histoire économique. 

### Pays-Bas
Le 8 mai 1945, le Nederlands Instituut voor Oorlogsdocumentatie (NIOD) est créé, à l’époque il se nomme Rijksbureau voor Documentation van de geschiedenis van Nederland in Oorlogstijd.   L’institut nait de la volonté de cartographier l’histoire de la Seconde Guerre mondiale aux Pays-Bas et dans les Indes orientales néerlandaises grâce à des recherches indépendantes. Depuis 1999, son nom a changé pour le Nederlands Instituut voor Oorlogsdocumentatie (NIOD), qui fait désormais partie de l’Académie royale des arts et des sciences des Pays-Bas (de Koninklijke Nederlandse Akademie van Wetenschappen). Le 9 décembre 2010, l’institut fusionne avec le Centrum voor Holocaust- en Genocidestudies, les deux organisations sont connues à présent sous le nom du NIOD pour les études sur la guerre, l’Holocauste et le génocide. Après cette fusion, le NIOD a étendu les thématiques qu’il aborde en se focalisant sur le XXe et le XXIe siècle. La question des effets de guerre, de l’Holocauste et d’autres génocides sur les individus et la société, restent la principale préoccupation de l’institut.
Les objectifs qu’il poursuit sont les suivants:
- collecter, conserver, mettre à disposition des archives et des collections sur la Seconde Guerre mondiale ;
- mener des recherches scientifiques et publier à ce sujet ;
- fournir des informations aux agences gouvernementales et aux particuliers ;
- stimuler et organiser des débats et des activités sur la violence de guerre et les processus qui la sous-tendent.

## Critiques
L’histoire du temps présent ne fait pas l’unanimité auprès des chercheurs. Certains adressent ainsi différentes critiques à son encontre.

### Le manque de recul
Selon les opposants de l’histoire du temps présent, l’historien ne devrait s’occuper que du passé lointain. Il ne peut donc pas traiter d’un passé trop proche, domaine réservé aux politologues ou sociologues. Une distance temporelle est alors nécessaire entre l’événement étudié et le moment où on l’étudie. Ce recul temporel garantirait l’objectivité et la qualité des recherches. Certains craignent, en effet, que les historiens du temps présent, parfois très engagés, utilisent leurs recherches pour faire passer leurs idées. 
François Bédarida s’élève contre cette critique en disant que n’importe quel historien, quelle que soit la période sur laquelle il travaille, ne peut prétendre être totalement objectif. En effet, rien que dans la délimitation du sujet, du cadre géographique et du cadre temporel, l’historien effectue des choix personnels qui amènent une part de subjectivité dans la recherche. Par conséquent, si on adresse cette critique aux historiens du temps présent, il faut le faire pour les historiens en général. Certains travaux montrent que le recul par rapport au phénomène étudié n’est pas nécessaire. À titre d’exemples, on peut citer l’Etrange défaite de Marc Bloch ou encore Reflections on the Revolution in France d’Edmund Burke.   

### "Un passé tronqué de son futur"
On reproche également aux historiens du temps présent d’étudier un événement ou un phénomène qui n’a pas encore de fin. Il est donc difficile pour l’historien d’interpréter ce fait dans la longue durée et de voir ses répercussions à long terme. L’analyse que l’historien produit est alors une construction provisoire.  

### Manque et surabondance des sources
Une critique paradoxale est fréquemment formulée à l’encontre du temps présent : à la fois le peu et la grande quantité de sources à disposition. 
L’historien du temps présent a, en effet, un problème majeur auquel il doit faire face : la difficulté d’accès aux sources, et en particulier aux sources publiques. En France, l’accès aux archives publiques est assez strict : seuls les documents dont la consultation était déjà libre avant qu’ils soient déposés dans les dépôts d’archives, sont librement consultables. Pour les autres, il faut attendre un temps plus ou moins long selon les types de documents. En général, il faut attendre trente ans, mais pour certains types de documents, l’attente peut être beaucoup plus longue : jusqu’à cent cinquante ans pour « les dossiers personnels comportant des renseignements à caractère médical ». En Belgique, le délai général est de cent ans. En France comme en Belgique, il est possible d’obtenir des dérogations, mais cela prend énormément de temps. De plus, elles ne sont pas toujours accordées. Par conséquent, les Français souhaitent connaître davantage certains événements, comme le régime de Vichy, mais l’accès aux archives empêche les historiens d’apporter des éléments de réponse. Par contre, en Grande-Bretagne, on se dirige plutôt dans une politique de libre accès aux archives publiques.  
Face à la difficulté d’accès aux archives publiques, l’historien du temps présent utilise d’autres archives. Il possède, en effet, un grand nombre d’autres sources à sa disposition : sources orales, radio, télévision, archives privées, presse, etc. On critique alors parfois cette surabondance de sources. En effet, il est difficile pour l’historien d’appréhender un si grand nombre de documents.

### Histoire du temps présent et mémoire
La mémoire a une incidence particulière sur l’histoire du temps présent. En effet, celle-ci a pour but de reconstruire un passé proche, mais la reconstruction de ce passé est également largement basé sur la mémoire. Il est ainsi intéressant de réfléchir aux rapports entre histoire et mémoire. 
La mémoire peut être individuelle ou collective. C’est cette mémoire collective qui influe plus particulièrement l’histoire, puisqu’elle est chargée d’anciens souvenirs. La mémoire collective peut s'appliquer à toutes les périodes, mais dans le cas de l’histoire du temps présent, pour laquelle les acteurs notamment sont toujours vivants, elle occupe une place particulièrement centrale.
En effet, la société entière est influencée par cette mémoire collective, en ce compris les historiens, d’où l’importance de s’en rendre compte. La mémoire est en constante construction, l’historien du temps présent doit y être particulièrement attentif, notamment vis-à-vis de ses possibles dérives. François Bédarida parle de “règne de la mémoire”.

#### Les dérives de la mémoire
Le philosophe Paul Ricoeur retient trois dérives principales de la mémoire :

##### Mémoire empêchée
La mémoire empêchée est la mémoire à laquelle l’individu n’a plus accès pour diverses raisons, le plus souvent un traumatisme. Cela se rapproche donc d’une pathologie, la mémoire est blessée, malade. 

##### Mémoire manipulée
La mémoire manipulée est la mémoire qui a été sciemment modifiée par une pouvoir supérieur à l’individu. Le plus souvent, un pouvoir associé à une idéologie forte ou prônant un passé hégémonique va formater la mémoire individuelle et collective. La mémoire est alors instrumentalisée.

##### Mémoire obligée ou devoir de mémoire
La mémoire obligée est une mémoire présente sans qu’on en soit demandeur. On peut également parler de devoir de mémoire. Ce cas de figure est problématique pour le travail de l’historien. Le devoir de mémoire induit une obligation de se souvenir, ce qui peut saper le travail de l’historien, qui ne sera dès lors plus reçu par le public, si tant est qu’il aille à l’encontre des éléments repris par cette mémoire obligée. 

### La demande sociale
En parallèle aux défis induits par la problématique de la mémoire, l’historien du temps présent doit travailler avec la demande sociale qui émane du public. L’historien doit à la fois répondre à ces attentes et tendre vers la vérité, l’objectivité. Or, ce rapport est par essence contradictoire pour les raisons évoquées auparavant : la société est, qu’on le veuille ou non, baignée dans une mémoire collective qui peut être erronée.
Face à ce dilemme, certains historiens du temps présent, notamment Henry Rousso, réaffirment l’importance de l’objectivité historique, qui doit à tout prix se défaire de l’opinion publique. L’historien doit établir la vérité des faits, même si cela n’est pas apprécié par la société. De plus, la demande sociale faite à l’historien du temps présent varie selon divers facteurs (communautés nationales, ethniques, etc.). Ainsi, si l’historien se plie à la culture au sein de laquelle il travaille, il récuse la possibilité de faire une histoire de l’humain, et sombre ainsi dans un “relativisme sans fond”, comme l’explique Bédarida. Ainsi, l’historien a un rôle central, puisqu’il va forger le rapport entre l’histoire et la communauté, au départ d'une demande préalable de cette-dernière. 

## Apports
L’histoire du temps présent comporte de nombreux risques, souvent dénoncés par ses détracteurs. Mais elle dispose également de nombreux avantages par rapport à la position de l’historien des périodes plus anciennes. Cette nouvelle histoire permet de casser l’idée d’une « barrière chronologique » qui empêche certaines périodes historiques d’être travaillées . L'historien la pratiquant doit travailler rapidement pour être utile, développant ainsi une aptitude à métamorphoser le vécu en histoire,. De plus, elle a permis une redéfinition de la notion de recul :  l’absence de recul ne possède pas uniquement des inconvénients, puisqu’elle évite à l’historien le schématisme simplificateur du discours ainsi que son finalisme réducteur. Désormais, le seul recul nécessaire pour le travail de l’historien réside dans sa méthodologie et non pas dans le temps qui le sépare de son sujet d’étude,. L'histoire du temps présent adapte également à ses impératifs les méthodes historiques appliquées aux périodes antérieures, produisant ainsi un renouvellement. De plus, grâce à un dialogue avec les autres champs de recherche historique, elle amène de nouvelles problématiques et de nouveaux points de vue. Ajoutons qu’au vu de ses sujets de recherche, l’histoire du temps présent participe de manière active au combat du négationnisme. Enfin, il est important de mettre en évidence la particularité des sources de l’histoire du temps présent. La première spécificité est sans doute leur quantité, considérée à la fois comme un handicap et comme un avantage. De plus, cette documentation sur le passé proche n’est plus exclusivement fondée sur l’écrit, mais aussi sur l’oral. Finalement, ces documents n’émanent plus majoritairement de la société officielle mais de la société civile, permettant ainsi une histoire “ vue d’en-bas ”.

## Sources
L'histoire du temps présent se distingue des autres périodes historiques par l’accès à des sources de type oral et audiovisuel. Cependant, il serait faux de penser qu’il s’agit là des seuls matériaux utilisés par l’historien du temps présent lors de ses recherches. En effet, bien que l’utilisation de ces sources spécifiques constitue un choix et non une obligation, il apparaît que le croisement des témoignages oraux et des sources écrites est privilégié. Les sources orales n’ont pas la volonté de se substituer aux autres sources. Ainsi, l’historien du temps présent utilise la diversité des types de sources qui lui sont présentées afin d'être le plus impartial possible,.

### Les sources orales
Pour retracer le passé, l’historien du temps présent peut se tourner vers la source orale puisque les témoins sont toujours vivants. En effet, le fait que les acteurs des faits étudiés soient toujours en vie constitue un des critères souvent utilisé pour faire débuter l’histoire du temps présent.

#### Apparition
À partir des années 1970, se produit un engouement grandissant pour les sources orales. En Grande-Bretagne, on crée ainsi en 1971 la revue Oral History. Selon Annette Wieviorka, on entre dans l’ère du témoin, dans laquelle peu de place est laissée à l’historien : c’est le témoin qui a le rôle principal, car l’histoire est racontée par ceux qui l’ont vécue. Toutefois, certaines personnes restent réticentes et ne souhaitent pas témoigner, car elles ont peur d’être transformées en document vivant, d’être dépossédées de leur témoignage ou encore parce qu’elles ne souhaitent pas réveiller des souvenirs trop douloureux.

#### Intérêt
Pour étudier les sujets postérieurs à 1939, l’utilisation de la source orale se révèle être une mine d’informations pour l’historien. Elle permet notamment de combler certaines lacunes des archives écrites. Par exemple, la Résistance est difficilement abordable à travers des documents écrits, car elle en a peu laissés. En effet, ils étaient détruits afin qu’ils ne se retrouvent pas dans les mains des allemands. La source orale peut également mettre en lumière l’expérience des camps de concentration en interviewant des personnes qui ont survécu. En outre, elle peut venir en complément des sources écrites en apportant d’autres informations. Enfin, l’utilisation de la source orale permet de démocratiser l’histoire en rendant « son » histoire au peuple.

#### Apports des autres disciplines
L’historien est habitué à recourir à des documents écrits. Face à ce nouveau type de sources, il se sent alors quelque peu désarçonné. Pour l’aider, il peut faire appel à d’autres disciplines, comme la psychologie, la sociologie ou encore l’anthropologie qui recourent davantage à l’entretien oral et qui sont donc plus familières avec ce type de sources. 

#### Limites
Danièle Voldman établit une distinction entre les sources orales, réalisées par l’historien dans le cadre de sa recherche, et les archives orales enregistrées par un archiviste ou un historien dans un objectif de conservation dans des dépôts. Ces dernières sont alors considérées comme plus fiables que les premières.
Dans cette ère du témoin, l’historien est vu comme un médiateur, comme le porte-parole des victimes. Lors d’un entretien, un « pacte compassionnel » se crée implicitement entre l’interviewé, le témoin et l’intervieweur, l’historien. Le témoignage livré par le témoin doit donc toucher au cœur et non à la raison de l’historien. On attend de lui de la compassion envers la victime et non pas qu’il reste de marbre face au témoignage. Le témoin souhaite parler à l’homme qui éprouve des sentiments et non pas au professionnel : un problème se pose alors, car son métier lui impose justement une mise à distance, de ne pas faire entrer en jeu ses sentiments et de garder un esprit critique. Il doit rester objectif et impartial, ce qui est assez compliqué dans le cas de la source orale. De plus, l’historien a souvent peur de contredire le témoin, de critiquer son témoignage, car ce serait l’offenser. Rester impartial est particulièrement compliqué si l’historien interviewe par exemple un ancien colon : comment peut-il parvenir à ne pas prendre parti pour les victimes ? Par conséquent, certains historiens sont assez réticents à l’idée d’utiliser la source orale parce que l’historien est trop impliqué émotionnellement.   
La source orale pose un autre problème, car il s’agit d’une « source provoquée » (Jacques Ozouf). L’historien participe, en effet, à l’élaboration de sa source : il réalise plusieurs entretiens oraux en fonction de sa recherche. Il va ainsi poser les questions de manière à obtenir les renseignements qu’il désire. Le type d’entretien privilégié est donc l’entretien semi-directif : l’historien pose un certain nombre de questions ouvertes qui ont été préalablement élaborées. Il pose alors ces mêmes questions aux différents témoins interrogés. L’entretien semi-directif garantirait alors la fiabilité du témoignage, car il permet de croiser les différents témoignages entre eux. C’est le type d’interview qui est généralement utilisé par les historiens.  
En réalité, malgré l’utilisation de ce type d’entretien, la source orale est loin d’être un témoignage fiable. Il convient de l’utiliser avec précaution et d’effectuer une analyse critique, car de nombreux facteurs peuvent altérer les informations livrées par le témoin. Le contenu de la source dépend de ce que le témoin veut bien raconter ou ce dont il se souvient. Un oubli ne signifie pas forcément que le témoin a voulu cacher quelque chose : il peut traduire une faille de la mémoire qui produit une sélection dans les événements. Il est alors conseillé de réaliser plusieurs fois l’interview d’une même personne. En effet, si on pose exactement les mêmes questions, mais à des moments différents, l’historien n’aura pas forcément les mêmes réponses, car des souvenirs ou des faits peuvent revenir après le premier entretien. Toutefois, certains témoins peuvent aussi volontairement oublier un certain nombre de choses pour cacher un fait peu glorieux. De plus, un témoin qui parle longtemps après les faits peut commettre des erreurs dans les dates ou dans les lieux, ou encore établir une reconstruction : le témoin va relire les faits du passé en fonction de ce qu’il a entendu ou lu depuis. Il relate alors un fait comme si c'était lui qui l’avait vécu alors que ce n’est pas le cas : il s’agit d’une erreur provoquée par une défaillance de la mémoire.

### Les sources audiovisuelles
Pour Marc Ferro et Pierre Sorlin, les sources audiovisuelles doivent constituer une source importante pour les historiens du temps présent. Ces derniers ont longtemps été réticents à utiliser ces nouvelles sources non seulement parce qu’ils ont l’habitude de se baser sur des documents écrits, mais aussi parce qu’ils éprouvent des difficultés à les analyser. Les travaux du sémiologue français Roland Barthes ont aidé les historiens à appréhender ces sources. Les sources audiovisuelles peuvent prendre différentes formes : films de fiction, documentaires, émissions télévisuelles ou radiophoniques, etc.

### Les archives privées et publiques
Comme tous les autres historiens, celui du temps présent utilise aussi des documents d’archives de la même façon que ses collègues des autres époques.  Pour ce qui est des archives publiques, la seule différence réside au niveau de l’accessibilité à ces archives. Là où le médiéviste et le moderniste ont directement accès à ce type de source, l’historien du temps présent doit parfois attendre de pouvoir accéder légalement auxdites archives. On différencie les documents consultables librement et les documents soumis à des délais de communication dont les possibilités de consultation dépend de la législation en vigueur. En complémentarité des archives publiques s’ajoutent l’utilisation des archives privées qui peuvent être d’ordre politique, syndicale, religieuse, etc. Ces archives demandent un effort supplémentaire à l’historien car les fonds sont souvent non-classés et difficiles à localiser. 

### La presse
La presse reste une source essentielle pour des recherches en histoire du temps présent. Cependant, l’historien doit prendre en compte les spécificités de la presse de son temps et des nouvelles contraintes qui s’imposent à lui lors de son utilisation tel que par exemple la numérisation presque systématique des articles de presse.

### Les sources littéraires
Les sources littéraires du temps présent ont cela de spécifique qu’elles ont des formes diverses et variées. Par exemple, la littérature scientifique se compose de nombreuses revues, mais aussi de mémoires de recherche et de manuels scolaires. Les récits de soi tels que les mémoires et les autobiographies forment une autre catégorie de sources littéraires utilisées par l’historien du temps présent. Il est aussi essentiel de mentionner ici les œuvres de fiction.

### Les sources iconographiques
En plus des sources d’images animées, l’historien du temps présent dispose aussi de sources iconographiques inanimées telles que la caricature, la bande dessinée et la photographie. La photo reste le document d’image inanimé le plus fiable et le plus utile étant donné qu’il reproduit a priori la réalité. 

### Les sources numérisées et Internet
Il est impossible de parler de la méthodologie de l’historien du temps présent sans mentionner l’apparition de nouvelles technologies comme Internet qui a permis d’offrir de façon numérisée une quantité exceptionnelle de sources en tous genres. Ces évolutions entraînent la modification des conditions de recherche de l’historien de façon radicale. Cependant, ces avancées technologiques sont loin de faire consensus dans le milieu scientifique notamment à cause des limites de leur exploitation et des contraintes telles que la surabondance de sources. 

## Exemples de sujets d'histoire du temps présent

### Shoah
À la suite de la Seconde Guerre mondiale et la Shoah, il y a une volonté manifeste de la part des historiens de récolter le témoignage des victimes sous leur encadrement. C’est sur cette base que la plupart des premiers instituts se sont construits avant de devenir, par la suite, de véritables centres de l’histoire du temps présent,.
Les témoignages oraux de la Shoah pose pourtant quelques problèmes d’ordre méthodologique. L’historien est face à des victimes de l’Holocauste qui, pour la plupart, ont vécu au sein des camps de concentration nazis. Or, le témoin n’a pas simplement assisté à l’événement, il en fut la victime. Dès lors, le témoignage peut être biaisé soit par une incrédulité face aux évènements, soit face à une volonté d’oubli du témoin. 

### Le régime de Vichy
La mémoire du régime de Vichy est un peu particulière dans le sens où elle fut presque empêchée. Contrairement à la Shoah, il n’y a pas eu de devoir de mémoire, la France souhaitait oublier ces évènements houleux .Le premier à étudier en profondeur le sujet est l’historien Henry Rousso.

### Le cas polonais
Dans une société confrontée à la monté des populismes, les histoires nationales font un retour en force, le cas polonais en est la preuve. La Pologne est un pays à la situation politique complexe. Depuis 2015, le parti droit et justice (PIS) est au pouvoir. Ce parti pratique une politique de mise au pas de l’histoire contemporaine, mais aussi de la presse et de la justice. Ils utilisent l’administration de l'État pour orienter la lecture du passé de la société polonaise entre 1939 et 1989. En Pologne, nous sommes face à une mise en récit héroïque du passé servant à nourrir le nationalisme polonais et allant dans le sens de la politique mémorielle. En janvier 2018, le parlement polonais dominé par le PIS vote une loi prévoyant jusqu’à trois ans de prisons pour « l’attribution à la nation ou à l’Etat polonais, en dépit des faits, de crimes contre l’humanité ». Cette décision provoque un scandale international et le parlement polonais se rétracte en juin 2018. Les instruments de cette emprise sont nombreux et l’Instytut Pamięci Narodowej en est un. 
Un exemple de sujet de recherche à controverse est celui du massacre de Jedwabne. L’historien Jan Tomasz Gross publie en 2002 un livre sur le massacre de Jedwabne commis en juillet 1941, massacre où des juifs sont massacrés par des polonais. Jan Tomasz Gross publie son livre à l’origine en Anglais « The Neighbors ». Ce livre fait scandale en Pologne, à tel point que l’IPN entame une enquête. Cette dernière confirme l’existence de ce massacre et l’identité polonaise des meurtriers. Néanmoins, en 2016, le ministre de l’éducation met publiquement en doute la participation de polonais à ce massacre. Le PIS, les autorités et l’opinion publique vont se retourner contre l’historien qui se verra retirer l’ordre national du mérite polonais. Il fera également l’objet d’une enquête pour offense à la nation. Finalement, le dossier va être classé sans suite en 2019. Ici, l’histoire du temps présent dépasse largement la seule arène scientifique. L’instrumentalisation du temps présent peut aller jusqu’à la mise au pas des historiens priés de se soumettre au pouvoir en place.

## Pour approfondir